# Districte autònom de Rússia

Districtes autònoms de Rússia:
1. Nenètsia
2. Khàntia-Mànsia
3. Txukotka
4. Iamàlia

Un districte autònom (rus: автоно́мный о́круг, avtonomni ókrug, localment anomenat ókrug, és un tipus de subjecte federal de la Federació Russa. Com a tal, disposen de dos representants al Consell Federal de Rússia. No obstant això, alguns districtes autònoms es consideren part d'un altre subjecte federal per a alguns efectes administratius.
Com el seu nom indica, disposen de certa autonomia, certament superior a la de les províncies (óblasts) i els territoris (krais), però inferior a la de les repúbliques. Normalment tenen alguna minoria ètnica significativa.
Actualment, Rússia conté quatre districtes autònoms. El districte autònom de Txukotka és l'únic que no està subordinat a cap óblast, mentre que el districte autònom de Nenètsia és una part de l'óblast d'Arkhànguelsk, i els districtes autònoms de Khàntia-Mànsia i de Iamàlia són part de l'óblast de Tiumén.
|   | Districte                              | Part de               | Àrea (km²) | Població (2024) | Capital        |
| - | -------------------------------------- | --------------------- | ---------- | --------------- | -------------- |
| 1 | Districte Autònom dels Nenets          | Óblast d'Arkhànguelsk | 176.700    | 42.224          | Narian-Mar     |
| 2 | Districte Autònom Khanti-Mansi — Iugrà | Óblast de Tiumén      | 534.800    | 1.759.386       | Khanti-Mansisk |
| 3 | Districte Autònom dels Txuktxis        | —                     | 737.700    | 48.029          | Anàdir         |
| 4 | Districte Autònom Iamalo-Nenets        | Óblast de Tiumén      | 750.300    | 515.960         | Salekhard      |

## Història
A l'inici de l'època soviètica eren anomenats ókrugs nacionals o districtes nacionals. Aquest tipus d'unitat administrativa es va crear a la dècada de 1920 i es va implementar àmpliament a la dècada de 1930 per atorgar autonomia als pobles indígenes del nord, com va ser l'ókrug nacional de Carèlia per als carelians de Tver. La Constitució soviètica de 1977 va canviar el terme «ókrugs nacionals» per «ókrugs autònoms» per a donar a entendre que realment eren autonomies i no un altre tipus de divisió merament administrativa i territorial.
Si bé la Constitució de 1977 concloïa que els ókrugs autònoms estaven subordinats a algun óblast o krai, això  es va revisar el 15 de desembre de 1990, quan es va decidir que els ókrugs autònoms quedaven subordinats directament a la República Socialista Federativa Soviètica de Rússia, tot i que encara podien romandre a la jurisdicció d'un krai o d'un óblast al qual eren subordinats abans.
Ja era contemplat, d'acord amb la Constitució de la Unió Soviètica, que en cas que una de les repúbliques integrants de la Unió de Repúbliques votés sortir de la Unió Soviètica, les repúbliques autònomes, els óblasts autònoms i els ókrugs autònoms tenien el dret, mitjançant un referèndum, a decidir de manera independent si es mantindrien a la Unió Soviètica (URSS) o si en sortirien amb la república secessionista.

## Antics districtes autònoms
El 1990, durant la fundació de la Federació Russa després de la Dissolució de la Unió Soviètica, aquesta tenia deu districtes autònoms. Entre el 2005 i el 2008 es van suprimir els tres districtes autònoms on la nacionalitat titular era més preponderant, i constituïa més del 30% de la població. Des d'aleshores, se'n van suprimir tres més, restant-ne actualment quatre. Recentment, el maig de 2020, els governadors de l'óblast d'Arkhànguelsk i Nenètsia van anunciar un pla de fusió arran dels problemes econòmics sorgits de la pandèmia de COVID-19, però la fusió no va prosperar després de protestes públiques el juliol de 2020.
Aquests sis districtes autònoms suprimits des del 1990 eren:
- Aga Buriàtia o districte autònom dels Buriats de l'Aguin
- Evenkia o districte autònom dels Evenkis
- Permiàkia o districte autònom Komi-Permiak
- Koriàkia o districte autònom dels Koriaks
- Taimíria o districte autònom Dolgano-nenets
- Ust-Orda Buriàtia o districte autònom dels Buriats de l'Ust-Ordin